# Lageon
Lageon és un municipi francès situat al departament de Deux-Sèvres i a la regió de la Nova Aquitània. L'any 2007 tenia 361 habitants.

## Demografia

### Població
El 2007 la població de fet de Lageon era de 361 persones. Hi havia 138 famílies de les quals 28 eren unipersonals (8 homes vivint sols i 20 dones vivint soles), 51 parelles sense fills, 55 parelles amb fills i 4 famílies monoparentals amb fills.
La població ha evolucionat segons el següent gràfic:
Habitants censats

### Habitatges
El 2007 hi havia 166 habitatges, 140 eren l'habitatge principal de la família, 5 eren segones residències i 21 estaven desocupats. 155 eren cases i 3 eren apartaments. Dels 140 habitatges principals, 111 estaven ocupats pels seus propietaris, 28 estaven llogats i ocupats pels llogaters i 2 estaven cedits a títol gratuït; 3 tenien dues cambres, 7 en tenien tres, 51 en tenien quatre i 79 en tenien cinc o més. 101 habitatges disposaven pel capbaix d'una plaça de pàrquing. A 50 habitatges hi havia un automòbil i a 83 n'hi havia dos o més.

### Piràmide de població
La piràmide de població per edats i sexe el 2009 era:
| Homes | Edats   | Dones |
| ----- | ------- | ----- |
| 0     | 95 o +  | 0     |
| 0     | 90 a 94 | 0     |
| 0     | 85 a 89 | 8     |
| 4     | 80 a 84 | 0     |
| 0     | 75 a 79 | 8     |
| 8     | 70 a 74 | 0     |
| 8     | 65 a 69 | 16    |
| 12    | 60 a 64 | 8     |
| 4     | 55 a 59 | 12    |
| 0     | 50 a 54 | 0     |
| 12    | 45 a 49 | 12    |
| 16    | 40 a 44 | 8     |
| 8     | 35 a 39 | 12    |
| 12    | 30 a 34 | 20    |
| 12    | 25 a 29 | 12    |
| 8     | 20 a 24 | 4     |
| 12    | 15 a 19 | 16    |
| 4     | 10 a 14 | 12    |
| 8     | 5 a 9   | 12    |
| 16    | 0 a 4   | 16    |

## Economia
El 2007 la població en edat de treballar era de 244 persones, 185 eren actives i 59 eren inactives. De les 185 persones actives 173 estaven ocupades (95 homes i 78 dones) i 12 estaven aturades (3 homes i 9 dones). De les 59 persones inactives 27 estaven jubilades, 16 estaven estudiant i 16 estaven classificades com a «altres inactius».

### Ingressos
El 2009 a Lageon hi havia 143 unitats fiscals que integraven 366,5 persones, la mediana anual d'ingressos fiscals per persona era de 14.524 €.

### Activitats econòmiques
Dels 7 establiments que hi havia el 2007, 1 era d'una empresa de fabricació d'altres productes industrials, 1 d'una empresa de construcció, 1 d'una empresa de comerç i reparació d'automòbils, 2 d'empreses de transport, 1 d'una empresa d'hostatgeria i restauració i 1 d'una empresa de serveis.
Dels 3 establiments de servei als particulars que hi havia el 2009, 1 era un taller de reparació d'automòbils i de material agrícola, 1 guixaire pintor i 1 restaurant.
L'any 2000 a Lageon hi havia 18 explotacions agrícoles que ocupaven un total de 1.125 hectàrees.

## Poblacions més properes
El següent diagrama mostra les poblacions més properes.